# Hoodoo Mountain
Hoodoo Mountain, parfois appelée volcan Hoodoo, est un stratovolcan potentiellement actif situé dans l'intérieur nord de la Colombie-Britannique, au Canada. Il est situé à 25 km au nord-est de la frontière entre l'Alaska et la Colombie-Britannique, sur le côté nord de la rivière Iskut, en face de l'embouchure de la rivière Craig. Avec une altitude de 1 850 m et une proéminence topographique de 900 m, Hoodoo Mountain est l'un des nombreux sommets proéminents des chaînons Boundary de la chaîne Côtière. Son sommet au sommet plat est recouvert d'une calotte glaciaire de plus de 100 m d'épaisseur et d'au moins 3 km de diamètre. Deux glaciers de vallée entourant les flancs nord-ouest et nord-est de la montagne ont reculé de manière significative au cours des cent dernières années. Ils proviennent tous deux d'un grand champ de glace situé au nord et sont à l'origine de deux ruisseaux d'eau de fonte. Ces ruisseaux s'écoulent le long des côtés ouest et est du volcan avant de se déverser dans la rivière Iskut.
Une grande partie de Hoodoo Mountain s'est formée sous des masses glaciaires et a été recouverte par des glaciers ou une calotte glaciaire pendant une grande partie de son histoire. Les principaux types de roches qui composent le volcan sont la phonolite et le trachyte, qui se sont déposés au cours de six périodes d'activité éruptive commençant il y a environ 85 000 ans. La plupart de ces périodes éruptives ont été caractérisées par des écoulements réguliers de lave, mais au moins une période d'activité explosive a eu lieu, comme l'indique la présence de roches pyroclastiques. La dernière période éruptive a commencé il y a environ 10 000 ans avec l'éruption d'importantes coulées de lave qui couvrent les pentes des montagnes du centre-nord, du nord-ouest et du sud-est. Une coulée de lave recouvrant le versant sud-ouest pourrait avoir été produite par une éruption plus récente, au cours des deux derniers siècles. Bien qu'aucune éruption historique ne soit connue au Hoodoo Mountain, il y a eu des périodes d'activité sismique depuis au moins le milieu des années 1980, ce qui indique la possibilité d'éruptions futures et de risques volcaniques.
Hoodoo Mountain se trouve dans une région éloignée du district foncier de Cassiar qui a fait l'objet d'une exploration minière depuis au moins le début des années 1900. Cette exploration a mené à la découverte de cuivre, d'argent et d'or dans la plaine d'inondation de la rivière Iskut où deux mines souterraines ont été exploitées entre 1988 et 1999. Des études géologiques ont été menées au Hoodoo Mountain depuis au moins les années 1940, les études les plus détaillées ayant eu lieu dans les années 1990 et 2000. La région a un climat généralement frais et humide avec de fortes précipitations. Par conséquent, un nombre limité de mammifères vivent autour de Hoodoo Mountain. Des arbres de la famille des pins et des saules forment des forêts dans les vallées fluviales régionales et sur les pentes inférieures du volcan. Ils constituent l'une des nombreuses écorégions présentes en Colombie-Britannique. En raison de son éloignement, on ne peut accéder au Hoodoo Mountain que par voie aérienne, par voie maritime ou en parcourant de grandes distances à pied. Les communautés les plus proches se trouvent à plus de 30 km de la montagne.
Hoodoo Mountain demeure l'un des onze volcans du Canada à présenter une sismicité, avec le mont Cayley, le mont Edziza, Castle Rock, The Volcano, Crow Lagoon, le cône Nazko, le champ volcanique de Wells Gray-Clearwater, le mont Silverthrone, le mont Meager et le mont Garibaldi.

## Toponymie
Hoodoo Mountain doit son nom aux nombreuses cheminées de fée qu'il porte. Ces formations rocheuses en forme de pilier atteignent 150 m de hauteur et donnent à la montagne une apparence unique.

## Géographie

### Situation
Hoodoo Mountain se trouve dans l'écorégion des Boundary Ranges, une région montagneuse de la chaîne côtière dans l'Alaska du Sud-Est et le nord-ouest de la Colombie-Britannique, caractérisée par des montagnes accidentées, en grande partie recouvertes de glace et formées de roches granitiques et métamorphiques,,. La pruche subalpine, la pruche de l'Ouest et l'épicéa de Sitka forment des forêts au fond des vallées et sur les pentes inférieures des vallées. Elles sont surplombées par une vaste zone de toundra alpine composée principalement de grands champs de glace, de glaciers et de roches stériles. Plusieurs grandes vallées fluviales aux larges cours d'eau en tresses pénètrent dans l'écorégion des chaînons limitrophes, et le peuplier de l'Ouest est présent dans leurs plaines inondables. Un nombre limité d'espèces de mammifères prospèrent dans cette écorégion, comme la marmotte des Rocheuses et la chèvre des montagnes Rocheuses, qui habitent la zone de toundra alpine. L'écorégion des chaînons frontaliers est délimitée au sud et au sud-est par les écorégions des chaînons Nass et de la chaîne Skeena, au nord et à l'est par l'écorégion des hautes terres du Yukon-Stikine et à l'ouest par l'océan Pacifique. Elle fait partie de l'écoprovince de la Côte et de la Montagne qui fait partie de l'écodivision Humid Maritime and Highlands.
L'écorégion des Boundary Ranges se compose de trois écosections, Hoodoo Mountain se trouvant dans l'écosection des Boundary Ranges du sud. Cette écosection est coupée par plusieurs cours d'eau, dont les rivières Salmon, Bear et Unuk, qui se déversent directement dans des chenaux maritimes ou des bras de mer. Les seuls établissements de l'écosection des Southern Boundary Ranges sont Kincolith, Stewart et Hyder, ces deux derniers étant reliés par la route Stewart. Il n'y a aucune population humaine dans un rayon de 30 km autour de Hoodoo Mountain, mais 2 330 personnes vivent dans un rayon de 100 km. Les forêts de cette écosection poussent sur les pentes inférieures de Hoodoo Mountain, sauf sur son flanc nord-est où la roche et la glace sont dominantes. Une grande partie de ce couvert forestier se trouve à des altitudes inférieures à 900 m.

### Topographie

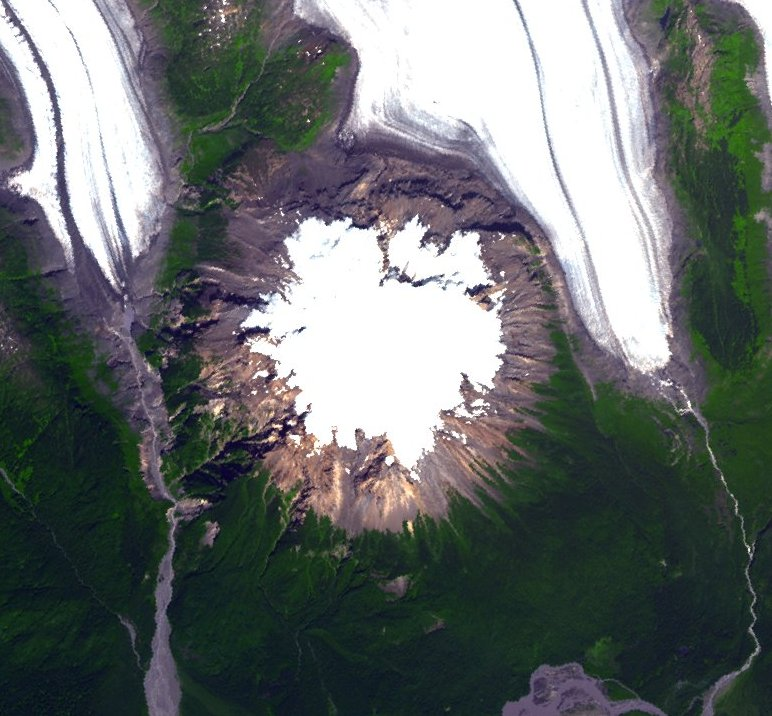
Vue satellite.

Deux glaciers de vallée entourent partiellement la base de Hoodoo Mountain, et tous deux sont en train de reculer rapidement,. Le glacier Hoodoo, qui entoure sa base nord-ouest, est la source de la rivière Hoodoo qui se jette au sud dans la rivière Iskut,. Il a perdu environ 100 m de son épaisseur totale au cours des 700 dernières années et son extrémité a reculé de 2 km depuis les années 1920. À l'extrémité du glacier Hoodoo se trouve un lac d'environ 350 m de long et 100 m de large qui pourrait occuper une dépression précédemment drainée. Le côté ouest du glacier contient un petit lac marginal de glace qui pourrait être vidé. Le glacier Twin entoure la base nord-ouest de Hoodoo Mountain et est le plus grand des deux glaciers de vallée. Il est la source de la rivière Twin qui se jette également dans la rivière Iskut au sud. Plusieurs changements ont eu lieu sur ce glacier à deux lobes depuis les années 1920. Son extrémité a reculé d'environ 4 km, alors qu'il s'écoulait auparavant des deux côtés d'une crête orientée nord-sud. Un petit lac endigué par la moraine se trouve le long de la marge sud-ouest du glacier Twin.
Hoodoo Glacier et Twin Glacier sont séparés par une ligne de crête s'étendant au nord de Hoodoo Mountain,. Ils ont creusé de profondes vallées dans le substrat rocheux régional plus ancien et ont interagi avec Hoodoo Mountain par intermittence depuis le Pléistocène . Les deux glaciers proviennent du champ de glace Andrei centré à 16 km au nord-est de Hoodoo Mountain. Ce grand champ glaciaire porte officieusement le nom du fils d'Olav Mokievsky-Zubok, un glaciologue qui a effectué d'importants travaux glaciologiques dans la chaîne côtière des années 1960 aux années 1970 .
Le sommet de Hoodoo Mountain contient une calotte glaciaire qui persiste à des altitudes supérieures à 1 600 m. Son épaisseur varie de 100 à 150 m et son diamètre est de 3 à 4 km, atteignant un volume minimum de 3,2 km3. Sa forme circulaire et son altitude plus élevée l'ont rendu relativement stable face au réchauffement climatique, n'ayant subi qu'un retrait et un amincissement mineurs sur ses bords. Il conserve donc une couverture neigeuse au moins partielle pendant tous les mois de l'année. À la limite centre-nord de la calotte glaciaire se trouve un nunatak proéminent appelé The Horn ou Horn Nunatak,. Il est constitué de roches pyroclastiques entourant un noyau de lave.

### Géologie

#### Contexte général

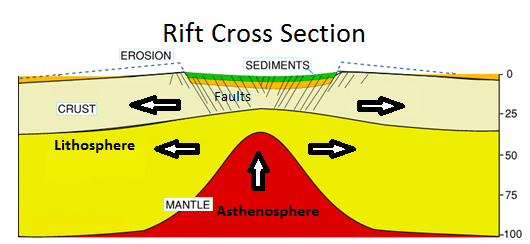
Coupe transversale d'un rift classique.

Hoodoo Mountain fait partie de la Province volcanique de la cordillère septentrionale (NCVP), une vaste zone de volcans qui s'étend du nord-ouest de la Colombie-Britannique vers le nord, à travers le Yukon, jusqu'à l'extrême est de l'Alaska. Le volcanisme dans cette province géologique peut être retracé jusqu'à il y a 20 millions d'années avec la mise en place de basalte alcalin dans l'ouest du Yukon. Plusieurs types d'éruption volcanique ont depuis créé différents reliefs à travers le NCVP, notamment des volcans boucliers, des dômes de lave, des stratovolcans et des cônes de cendres. D'autres formes de relief volcanique, notamment les volcans sous-glaciaires, tirent leur forme de l'environnement dans lequel ils se sont formés, indépendamment du type de magma qu'ils ont produit. Le NCVP contient plus de 100 volcans et est la zone volcanique la plus active du Canada, avec des éruptions prévues tous les 100 ans environ,.
Hoodoo Mountain fait partie de la sous-province Stikine du NCVP. Cette sous-province, confinée à la région Stikine du nord-ouest de la Colombie-Britannique, comprend trois autres centres volcaniques : pics Heart, Level Mountain et complexe volcanique du mont Edziza. Ces quatre centres volcaniques diffèrent du point de vue pétrologique et/ou volumétrique du reste du NCVP. Pics Heart, Level Mountain et Mont Edziza sont les plus grands centres du NCVP en termes de volume, les deux derniers ayant connu un volcanisme pendant une période beaucoup plus longue que tout autre centre du NCVP. Hoodoo Mountain, Level Mountain et le mont Edziza sont les seuls centres du NCVP qui contiennent des roches volcaniques de composition mafique et intermédiaire à felsique,. Le plus haut des quatre complexes est le mont Edziza à 2 786 m, suivi de Level Mountain à 2 166 m, des pics Heart à 2 012 m et de Hoodoo Mountain à 1 850 m,,.
Hoodoo Mountain est l'un des dix volcans qui composent le champ volcanique Iskut. Il s'agit d'un groupe de volcans NCVP dispersés le long de la rivière Iskut et de ses principaux affluents. Ils sont constitués de dépôts subaériens et glaciovolcaniques, ces derniers se présentant sous la forme de lave en coussins, de brèches de tuf et de hyaloclastite. Tous ces volcans ont été actifs au cours des 15 000 dernières années, la dernière éruption ayant eu lieu à The Volcano il y a environ 150 ans. Les autres volcans Iskut sont le mont Cinder, le mont Little Bear et les cônes Cone, Iskut Canyon, Second Canyon, Snippaker Creek, King Creek et Tom MacKay Creek.
Comme les autres volcans du NCVP, Hoodoo Mountain trouve son origine dans le rifting de la plaque nord-américaine causé par l'extension crustale,. Ce phénomène résulte du glissement de la plaque pacifique vers le nord le long de la faille de la Reine-Charlotte, en direction de la zone de subduction des Aléoutiennes en Alaska. Lorsque la croûte continentale s'étire, les roches proches de la surface se fracturent le long de failles à fort pendage parallèles au rift. Plusieurs volcans dormants du NCVP sont potentiellement actifs, Hoodoo Mountain étant l'un des nombreux volcans à être entrés en éruption au cours des 10 000 dernières années. Le Tseax Cone, dont la dernière éruption remonte à environ 240 ans, est le volcan le plus méridional du NCVP, tandis que le volcan Prindle, dans le centre-est de l'Alaska, dont la dernière éruption remonte au Pléistocène, est généralement considéré comme le plus septentrional,.

#### Structure

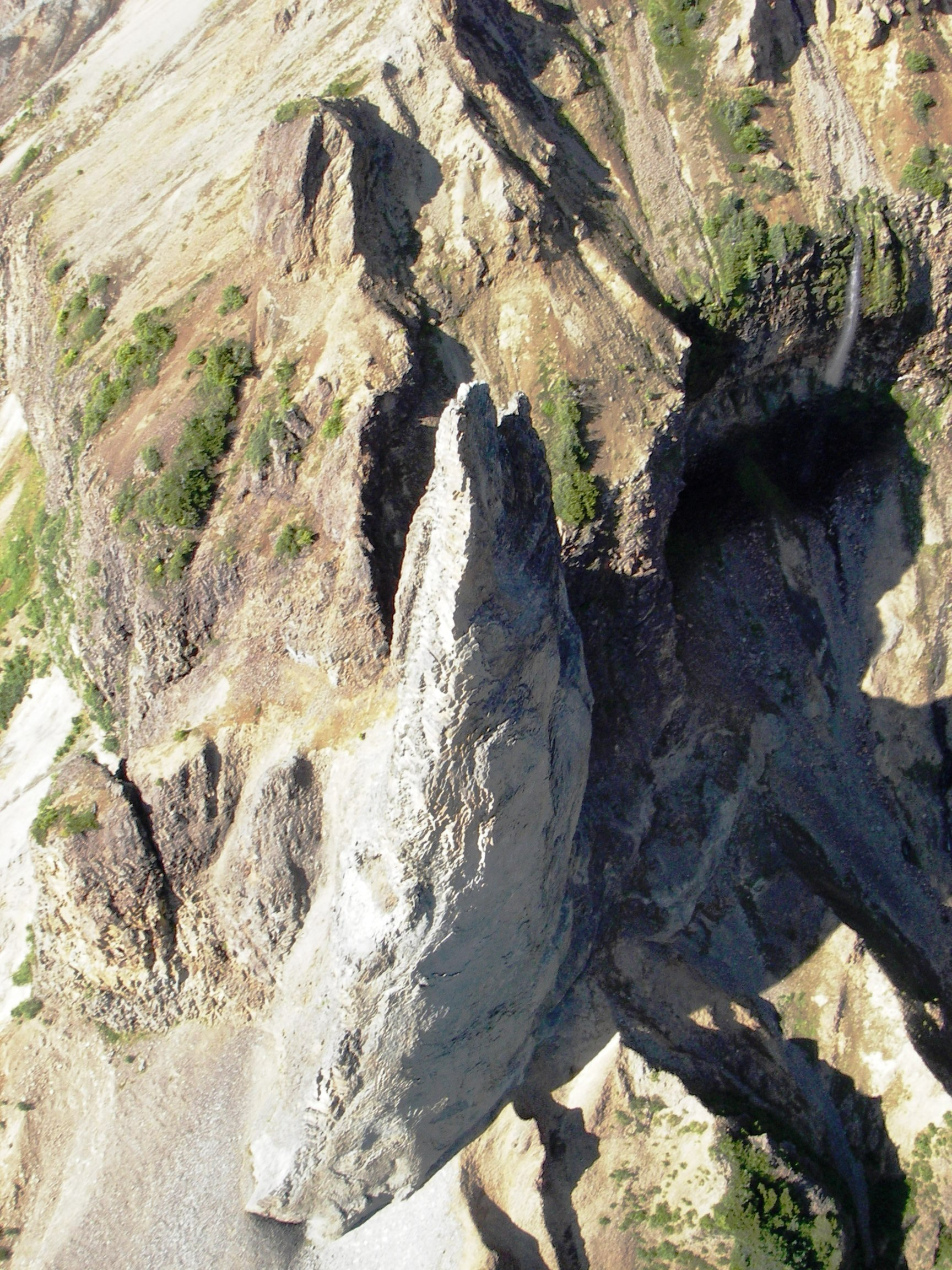
Le Monument est l'une des nombreuses cheminées de fée (Hoodoo en anglais) qui ont donné son nom à Hoodoo Mountain.

Hoodoo Mountain est l'un des plus grands volcans hyperalcalins du NCVP. C'est un stratovolcan composé principalement de coulées de lave de phonolite et de trachyte peralcalines et de hyaloclastites, bien que certaines roches pyroclastiques soient également présentes,. Sa peralcalinité est unique parmi les autres volcans du champ volcanique Iskut, dont la composition varie du basalte alcalin à l'hawaiite. Hoodoo a également été désignée comme un volcan subglaciaire, car une grande partie de la montagne s'est formée de manière subglaciaire au cours des 85 000 dernières années,. Sa participation à la glaciation a donné lieu à plusieurs interactions avec de la glace de glacier d'une épaisseur pouvant atteindre 2 km, offrant de multiples exemples de processus glaciovolcaniques. Cela inclut la formation de coulées de lave en marge de la glace et la superposition de tillite avec des dépôts volcaniques.
La lutte constante de Hoodoo Mountain contre la glace environnante et superposée est attestée par son sommet presque plat, qui atteint une altitude de 1 850 m,. Les coulées de lave de Hoodoo Mountain ensevelissent partiellement le mont Little Bear, un volcan basaltique beaucoup plus petit et plus ancien situé immédiatement au nord. Les deux volcans reposent sur des roches plutoniques et des roches volcaniques et sédimentaires métamorphisées de Stikinia. Ces roches du socle sont d'âge paléozoïque-mésozoïque, la syénite à pyroxène constituant une partie importante du socle mésozoïque. Les roches du socle sont pénétrées par des dykes de trachy-andésite vieux de 1,8 million d'années, qui représentent les premières manifestations connues du magmatisme quaternaire dans la région d'Iskut.
Hoodoo Mountain a été décrite comme « l'une des montagnes les plus magnifiques et les plus intéressantes du nord de la Colombie-Britannique ». Cela s'explique par le fait que sa structure lithologique et topographique est différente de celle de la plupart des montagnes glaciaires de la Cordillère canadienne. Contrairement à ses homologues accidentés, Hoodoo est de forme symétrique et circulaire,. Il a un diamètre basal d'environ 6 km, un volume de 17,3 km3 et une proéminence topographique de 900 m, ce qui en fait le plus petit des quatre volcans composant la sous-province de Stikine,,,. Les cheminées de fée, formations rocheuses en forme de piliers qui ont donné leur nom au volcan, atteignent 150 m de hauteur et donnent à la montagne une apparence unique. En 1919, un glissement de terrain a fait disparaître la roche de lave d'une section de 580 m de large sur le côté ouest de Hoodoo Mountain.
Deux ensembles de falaises proéminentes entourent partiellement Hoodoo Mountain, ce qui donne au volcan un profil topographique discontinu, en forme de marche. Les falaises inférieures délimitent la base du volcan, à l'exception de sa marge sud-est où elles ont été partiellement envahies par des coulées de lave plus jeunes. Ces falaises forment un large replat à une altitude d'environ 1 300 m et ont une hauteur de 100 à 200 m. La partie supérieure des falaises entoure le sommet et mesure entre 50 et 100 m de haut. Les deux ensembles de falaises se sont formés à la suite d'une éruption de lave dans un environnement glaciaire. En descendant la pente, la lave est entrée en contact avec le masse glaciaire qui entourait complètement Hoodoo Mountain et s'est refroidie très rapidement, formant une barrière autour de l'ensemble du volcan. Ceci est démontré par la texture vitreuse de la lave et les orgues basaltiques, qui indiquent un refroidissement assez rapide d'une coulée de lave éruptive. La lave s'est refroidie, s'est accumulée et lorsque le glacier s'est retiré, il a laissé derrière lui des falaises de lave massives.

#### Sous-caractéristiques
Le côté centre-sud de Hoodoo Mountain contient une grande dépression appelée Long Valley. Cette caractéristique, formée par l'érosion glaciaire, contient une série de dômes avec des aiguilles de lave adjacentes. La crête Pointer, sur le côté centre-nord de Hoodoo Mountain, est constituée de roches pyroclastiques qui forment une unité stratigraphique de 200 m d'épaisseur. The Wall, une falaise de plus de 200 m de haut à la base ouest de Hoodoo Mountain, forme le front d'une coulée de lave marginale de glace qui présente un jointage colonnaire. Le Monument, sur le versant sud-ouest de Hoodoo Mountain, est une colonne rocheuse verticale qui atteint plus de 100 m de hauteur. Il s'agit des restes érodés d'une cheminée volcanique qui était alimentée par un dyke orienté vers l'ouest,. L'arête Horn, une crête de 20 m de haut sur le côté nord de Hoodoo Mountain, est constituée de coulées de lave très vésiculaires qui sont localement fortement jointives.
Le versant nord-est de Hoodoo Mountain contient une falaise en forme de « J » majuscule appelée The Hook. Comme The Wall au sud-ouest, The Hook est le front d'une coulée de lave marginale de glace. Slide Canyon est un grand gouffre qui entaille profondément le côté sud-ouest de Hoodoo Mountain. Il est pénétré par plusieurs dykes, dont celui qui a alimenté The Monument. Pumice Point, sur le versant nord-ouest de Hoodoo Mountain, contient des fragments de ponce ligneuse de la taille d'un lapilli ou d'un bloc, très vésiculaires, mesurant jusqu'à 15 cm de long. La coulée du nord-ouest, qui s'étend du côté nord-ouest de Hoodoo Mountain, est une coulée de lave dont les levées sont bien préservées. Des chenaux de lave d'une largeur de 20 m sont présents tout au long de la coulée. La coulée du sud-ouest est une grande coulée de lave sur le côté sud-ouest de Hoodoo Mountain qui semble provenir d'un cône de cendres mal formé.

### Climat
Hoodoo Mountain possède un climat océanique glaciaire qui est intermédiaire entre les climats océanique entièrement littoral et continental. L'air humide de l'océan Pacifique apporte des précipitations intenses sur la région tout en permettant à l'air froid de l'Arctique de descendre par le canal Portland jusqu'à l'entrée Dixon où il se déverse sur la côte nord de la Colombie-Britannique. Par conséquent, le climat régional est surtout frais et humide, avec des accumulations de neige et de fortes précipitations. Environ 500 mm de précipitations tombent pendant les mois d'été de juin, juillet et août, tandis que jusqu'à 1 300 mm de précipitations peuvent être attendus pendant les mois d'hiver de décembre, janvier et février. En été, la température moyenne est de 6,9 °C, tandis que la température moyenne en hiver est de −6,4 °C. La température moyenne annuelle est de −0,8 °C.

## Histoire

### Histoire volcanique

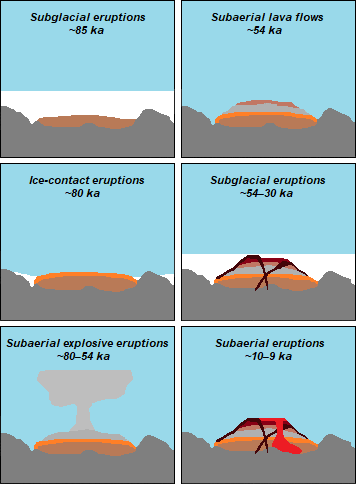
Les six périodes éruptives de Hoodoo Mountain.

Hoodoo Mountain a connu au moins six périodes éruptives au cours des 85 000 dernières années. Cela inclut trois périodes impliquant une interaction volcano-glaciaire et trois périodes sans implication apparente de la glace. Elles ont été marquées par des éruptions pyroclastiques, des coulées de lave et des éruptions sous-glaciaires de magmas hyperalcalins. Ces magmas étaient de composition phonolitique et trachytique, ayant probablement évolué à partir de la différenciation de fusions basaltiques alcalines dans la croûte moyenne. Plusieurs couches de téphra dans les régions de Bob Quinn Lake, Dease Lake et Finlay River, dans le nord de la Colombie-Britannique, pourraient provenir de Hoodoo Mountain.

#### Périodes éruptives
La première période éruptive, il y a 85 000 ans, a produit des coulées de lave sous-glaciaires massives et des brèches de hyaloclastite associées. Ces dépôts volcaniques sont principalement exposés sur les flancs sud-ouest et nord-ouest où ils ont une épaisseur d'environ 500 à 1 000 m. Les coulées de lave présentent des orgues basaltiques de petit diamètre et sont de nature aphanitique avec une faible vésicularité. On ne sait pas encore si les éruptions sous-glaciaires de cette période ont fait fondre complètement la glace sus-jacente. Le till glaciaire sous-jacent au flanc sud-ouest indique que la région avait déjà connu des glaciations antérieures avant le début de l'activité volcanique.
Des éruptions subaériennes à proximité du sommet ont eu lieu pendant la deuxième période éruptive, il y a 80 000 ans. La lave a descendu la pente à partir d'une altitude d'environ 1 350 m mais a ensuite été confinée par une épaisse masse glaciaire à une altitude d'environ 700 m. Là, la lave a refroidi et s'est accumulée pour créer l'ensemble discontinu inférieur de falaises autour de la base entière de Hoodoo Mountain. Ces coulées de lave marginales de glace varient d'environ 30 m à plus de 200 m d'épaisseur et contiennent souvent des orgues basaltiques orientés horizontalement, indiquant une surface de refroidissement verticale. Le mur à la base ouest de Hoodoo Mountain s'est formé pendant cette période éruptive. Les mouvements glaciaires ultérieurs sur ces coulées ont créé des stries orientées nord-sud qui correspondent aux mouvements actuels des glaciers Hoodoo et Twin. Cependant, ces deux glaciers de vallée se trouvent maintenant à environ 500 m sous les stries en raison de leur retrait glaciaire continu.
Après la disparition de la glace régionale en basse altitude, des éruptions explosives subaériennes de la troisième période éruptive ont eu lieu entre 80 000 et 54 000 ans. Cette explosivité a généré des nuées ardentes sur le flanc nord où elles ont déposé une séquence de matériaux pyroclastiques d'environ 100 m d'épaisseur. La séquence comprend du tuf volcanique à lapilli non soudé dans une matrice de cendres jaunes à vert clair, ainsi que trois lentilles fortement soudées d'une épaisseur maximale de 5 m. Du verre volcanique de composition phonolitique ou trachytique est présent dans la séquence. Une coulée de lave subaérienne de 10 m d'épaisseur s'est déplacée le long des flancs nord-central et nord-est de Hoodoo Mountain pendant les derniers stades de cette période éruptive. Elle recouvre directement la séquence pyroclastique et contient du verre frais et dévitrifié en abondance.

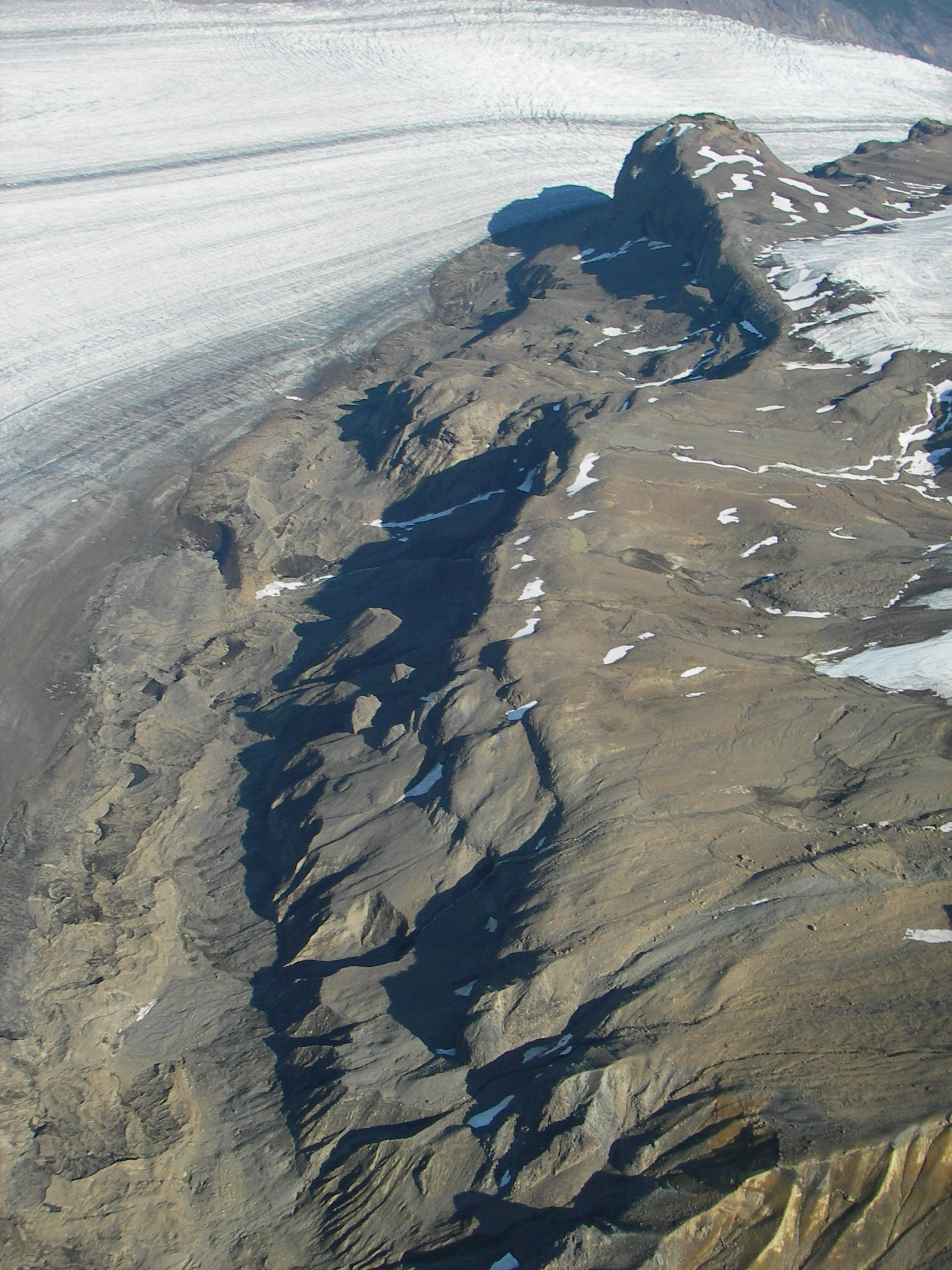
Coulées de lave le flanc nord, adjacente au glacier Twin.

La quatrième période éruptive, il y a 54 000 ans, a produit une séquence d'éruption subaérienne comprenant jusqu'à cinq coulées de lave empilées sur les flancs nord-centraux et sud-ouest. Les coulées individuelles ont une épaisseur de 10 à 30 m et sont séparées par 1 à 10 m de brèche de lave, ce qui donne à la séquence une épaisseur totale d'environ 200 m. Les coulées de lave ne semblent pas avoir interagi avec le glacier, ce qui suggère qu'au moins les flancs supérieurs de Hoodoo Mountain étaient libres de glace au moment de leur éruption. Ces coulées sont caractérisées par des orgues basaltiques de plus d'un mètre d'épaisseur.
Après une période d'éruptions ne montrant aucune preuve apparente d'interaction avec la glace, les éruptions sous-glaciaires ont repris entre 54 000 et 30 000 ans, signalant la montée des niveaux de glace régionaux. Cette cinquième période éruptive s'est déroulée en deux étapes. La première s'est déroulée il y a 54 000 à 40 000 ans, lorsque la masse glaciaire sus-jacente avait peut-être une épaisseur de plus de 2 km. Des évents volcaniques isolés ont produit une grande variété de dépôts volcaniques largement répartis sur l'ensemble de la région du sommet. Il s'agit notamment de lobes et de dômes de lave ayant fait l'objet d'une éruption subglaciaire, ainsi que de brèches et de hyaloclastites refroidies par la glace, qui forment une unité volcanique de 400 m d'épaisseur. La deuxième étape, entre 40 000 et 30 000 ans, est caractérisée par des éruptions alimentées par des fissures sous une couverture de glace relativement mince. Ces éruptions ont produit une unité de coulées de lave, de lobes de lave et de brèches d'environ 30 à 50 m d'épaisseur sur les flancs nord-central, nord-ouest et ouest de Hoodoo Mountain.
La sixième et dernière période éruptive a commencé il y a 10 000 à 9 000 ans avec l'éruption de coulées de lave phonolitique de 5 à 10 m d'épaisseur à partir d'évents situés près du sommet. Elles ont parcouru les flancs nord-central, nord-ouest, sud-est et sud-ouest de Hoodoo Mountain sans rencontrer de glace, ce qui suggère que les coulées ont été érigées de manière subaérienne après que la glace régionale ait disparu des altitudes inférieures. Les coulées de lave du flanc nord-central présentent des orgues basaltiques orientés radialement. La coulée nord-ouest a parcouru environ 3 km en descendant la pente et recouvre partiellement les falaises à la base de Hoodoo Mountain. Les coulées de lave du flanc sud-est descendent le long de falaises de 50 m de haut et s'étendent dans la vallée du glacier Twin où elles s'étalent en un large lobe terminal. La coulée du sud-ouest a parcouru environ 3 km en descendant la pente jusqu'à proximité de la rivière Hoodoo. Le Global Volcanism Program de la Smithsonian Institution considère que ces coulées de lave sont apparues en 7050 avant notre ère. Cependant, la coulée du sud-ouest pourrait être beaucoup plus jeune, car des estimations d'âge de plus de 180 ans ont été obtenues à partir de la dendrochronologie. Cette coulée de lave n'a pas non plus subi d'érosion et elle conserve ses caractéristiques d'origine, même si elle se brise très facilement. Ces observations ont été considérées comme indiquant une origine très récente, probablement pas plus de quelques centaines d'années

#### Couches de téphra

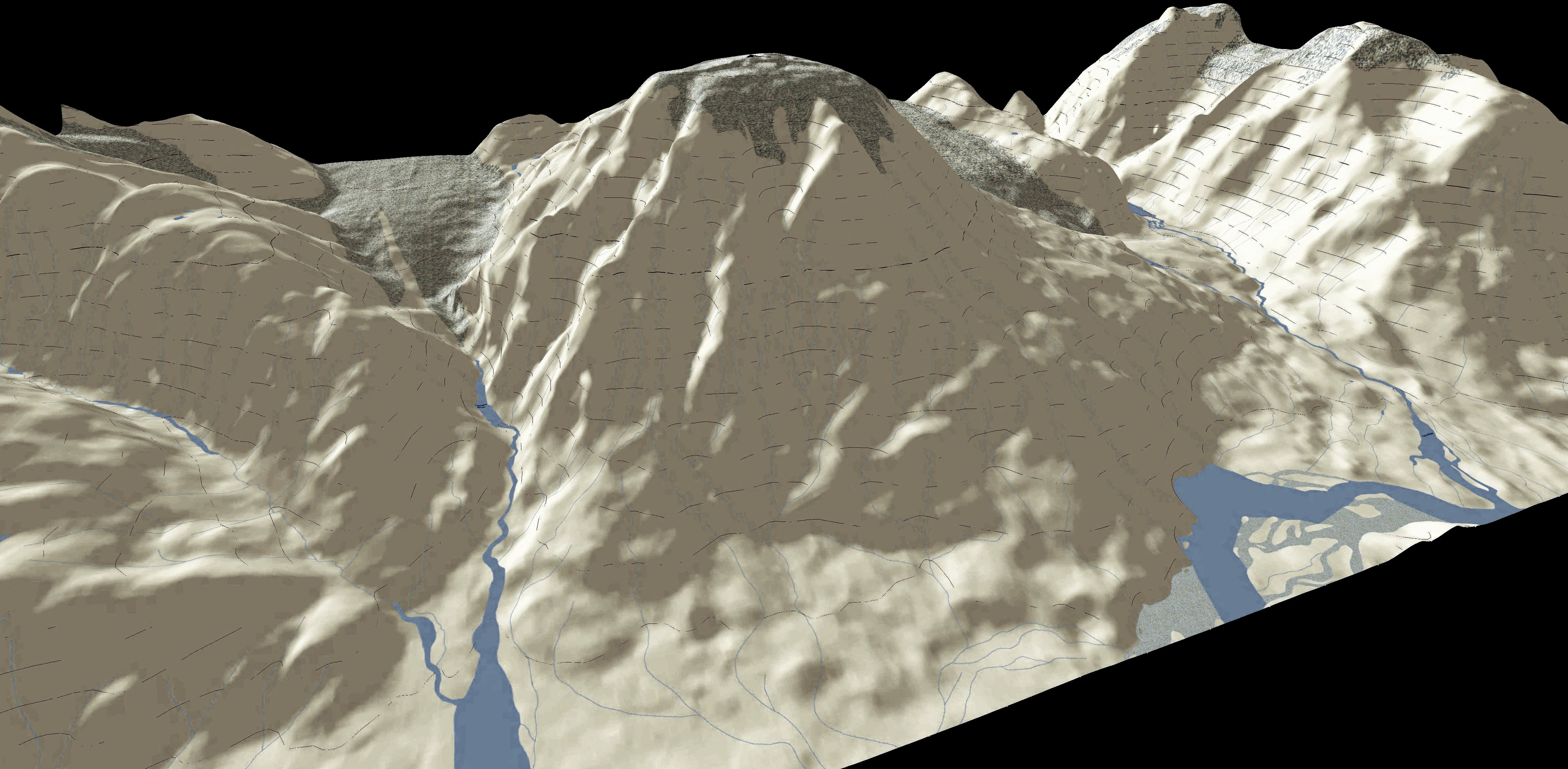
Modèle 3D de Hoodoo Mountain.

Hoodoo Mountain est une source possible de deux couches de téphra de 5 à 10 mm d'épaisseur dans les régions du lac Dease et de la rivière Finlay. Leur composition varie de phonolitique à trachytique et elles sont riches en oxyde de fer(II), ce qui indique que les deux tephras de Finlay ont probablement été extrudés à partir d'un seul centre volcanique. La datation par le carbone 14 de macrofossiles de plantes terrestres recouvrant directement la couche de téphra la plus jeune donne une génèse au début de l'Holocène pour ce matériau volcanique. La composition vitreuse des téphras est similaire à la chimie moyenne de la roche entière des coulées de lave phonolitique produites pendant la période éruptive finale de Hoodoo Mountain. Cependant, cette période éruptive n'est pas connue pour avoir produit des dépôts pyroclastiques ou des téphras. Par conséquent, d'autres sources possibles ont été envisagées, notamment Level Mountain, les pics Heart et le complexe volcanique du mont Edziza.
Une couche de téphra de 12 mm d'épaisseur d'origine inconnue se trouve dans les sédiments du lac Bob Quinn, à 60 km au nord-est de Hoodoo Mountain,. Sa composition est phonolitique et diffère de celle des téphras de Finlay, car elle contient environ 2 % de moins de dioxyde de silicium, 1,5 % de plus d'alumine et plus de dioxyde de titane, d'oxyde de calcium et d'oxyde de magnésium. La répartition géographique de ce tephra est mal définie, mais il pourrait s'étendre plus loin vers l'est. Hoodoo Mountain est une source possible de ce téphra en raison de sa position le long de la trajectoire de tout panache de cendres provenant de ce volcan. L'âge exact de cette couche de téphra du début de l'Holocène est inconnu, mais sa position stratigraphique suggère qu'elle a environ 7 000 à 8 000 années. Aucun dépôt volcanique de cet âge n'est connu au Hoodoo Mountain, mais il pourrait y avoir des dépôts plus jeunes qui sont complètement recouverts par la calotte glaciaire du sommet,.

#### Surveillance et aléas volcaniques

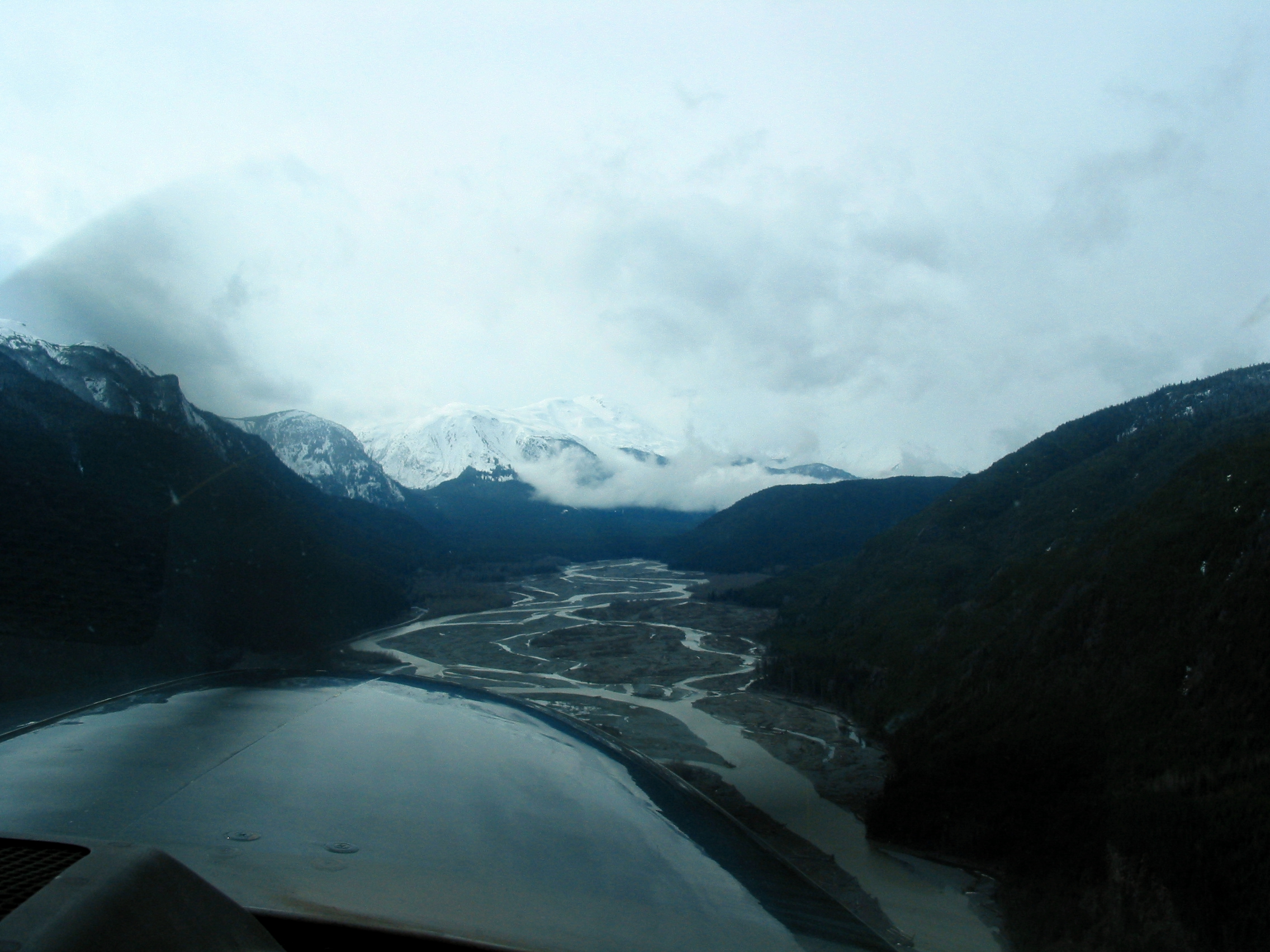
Le barrage de la rivière Iskut par la lave pourrait endommager les infrastructures minières dans la plaine inondable en raison des inondations.

Comme les autres volcans du NCVP, Hoodoo Mountain n'est pas surveillée d'assez près par la CGC pour déterminer son niveau d'activité. Le réseau national canadien de sismographes a été mis en place pour surveiller les tremblements de terre dans tout le Canada, mais il est trop éloigné pour fournir une indication précise de l'activité sous la montagne. Le réseau de sismographes pourrait détecter une augmentation de l'activité sismique si Hoodoo Mountain devient très agitée, mais cela pourrait ne constituer qu'un avertissement pour une éruption de grande ampleur ; le système pourrait ne détecter l'activité qu'une fois que le volcan a commencé à entrer en éruption. Si Hoodoo Mountain devait entrer en éruption, des mécanismes existent pour orchestrer les secours. Le Plan interagences de notification des événements volcaniques a été créé pour décrire la procédure de notification de certains des principaux organismes qui interviendraient en cas d'éruption d'un volcan au Canada, d'une éruption à proximité de la frontière canado-américaine ou de toute éruption qui toucherait le Canada.
Hoodoo Mountain est un volcan endormi mais potentiellement actif, ayant connu au moins huit événements sismiques depuis 1985,. Les dangers découlant d'un regain de volcanisme sont les coulées de lave et les inondations, ainsi que les retombées d'éruptions explosives. Les coulées de lave générées par des éruptions effusives pourraient endiguer la rivière Iskut et constituer un risque majeur pour les opérations minières en amont en raison de la montée des eaux. Une éruption majeure pourrait également faire fondre de manière significative la calotte glaciaire du sommet ou les glaciers adjacents et provoquer une inondation à grande échelle de la rivière Iskut et du cours inférieur de la rivière Stikine,. Une telle inondation pourrait perturber considérablement la pêche au saumon dans la rivière Stikine, bien qu'elle ne perturberait pas autant les opérations minières. Un jökulhlaup est peu probable en raison de l'absence d'une caldeira à remplir d'eau de fonte. Les éruptions explosives pourraient produire d'importantes chutes pyroclastiques qui perturberaient les opérations minières locales, les cendres en suspension dans l'air pouvant perturber le trafic aérien à destination et en provenance des villes minières. Le trafic aérien entre le Canada, l'Alaska et l'Asie serait probablement perturbé par des panaches élevés en raison de la présence de grandes voies aériennes à proximité du volcan,.

### Histoire humaine

#### Etudes géologiques
Les dépôts volcaniques de Hoodoo Mountain ont été brièvement décrits en 1948 par F. A. Kerr de la Commission géologique du Canada (CGC) alors qu'il étudiait la géologie régionale le long de la partie sud de la rivière Iskut. Selon Kerr, « le volcan a fait éruption au centre d'une ancienne vallée qui devait se déverser dans l'Iskut à environ 3 milles au-dessus de l'actuelle rivière Hoodoo [...] Les écoulements successifs du volcan ont perturbé à plusieurs reprises le drainage, de sorte que les cours d'eau et les glaciers latéraux ont dû mener une lutte difficile pour maintenir leurs canaux. ». Kerr a supposé qu'un cratère rempli de glace se trouvait sous la calotte glaciaire du sommet. En 1991, le volcanologue canadien Jack Souther a fourni un bref compte-rendu de la géomorphologie de Hoodoo Mountain ainsi que des contraintes d'âge provenant de datations par le potassium-argon préliminaires. La géomorphologie de Hoodoo Mountain, dont le sommet est relativement plat, a conduit Souther à le qualifier de tuya, même si son sommet n'est pas recouvert d'une séquence de laves subaériennes typique des tuyas. Il coïncide cependant avec l'utilisation originale du terme tuya par Souther en ce sens que sa géomorphologie globale a été fortement influencée par l'interaction entre la glace et la lave. Le premier résumé détaillé de la stratigraphie et de la pétrologie du Quaternaire de Hoodoo Mountain a été compilé en 1997 par le géologue américain Ben Edwards qui a produit une carte géologique détaillée du volcan.
Une expédition composée de scientifiques de l'université, de la CGC et de l'industrie a été financée en 1997 pour évaluer la nature et l'ampleur des dangers posés par Hoodoo Mountain. Il s'agissait notamment de cartographier la forme de la calotte glaciaire du sommet à l'aide d'un radar à pénétration de sol et d'un radar à glace, ainsi que de produire une évaluation préliminaire des risques pour la région d'Iskut. L'analyse des données a indiqué l'absence d'une caldeira ou d'un grand cratère sous la calotte glaciaire. Au lieu de cela, la topographie sous-jacente s'est avérée être caractéristique d'une soucoupe inversée et très peu profonde. L'utilisation de radars pour pénétrer la calotte glaciaire et évaluer la topographie sous-glaciaire s'est avérée utile pour l'étude d'autres volcans glaciaires dans la Cordillère américaine et ailleurs. Les personnes impliquées dans l'expédition de 1997 étaient Catherine Hickson et Mark Stasiuk de la CGC, Jim Nicholls de l'Université de Calgary, Jeff Schmok et Guy Cross de Golder Associates, Alison Rust, Ben Edwards et Kelly Russell de l'Université de la Colombie-Britannique, et Trevor Page de l'Université de Lancaster. En 2002, Hoodoo Mountain n'était plus le volcan le moins étudié de la sous-province de Stikine.

#### Exploitation minière
La région de Hoodoo Mountain contient plusieurs grandes villes minières dans la plaine d'inondation de la rivière Iskut. La prospection dans Bronson Creek a commencé dès 1907, date à laquelle plusieurs concessions minières ont été jalonnées. Ensuite, entre 1910 et 1920, plusieurs veines aurifères ont été exploitées par des travaux de dragage, de creusement de tranchées et de décapage. Un programme de forage mené par la Compagnie minière et métallurgique de la Baie d'Hudson de 1954 à 1960 a permis d'identifier des prospects de cuivre. En 1964, Cominco a pris une option sur des claims de Jodi Explorations et de la Tuksi Mining Company. Un programme de forage visant à tester la minéralisation de cuivre sur la concession Red Bluff a été réalisé par la Cominco en 1965. La société Texas Gulf Sulphur a examiné la région pour sa teneur en cuivre et en métaux communs de 1973 à 1974.

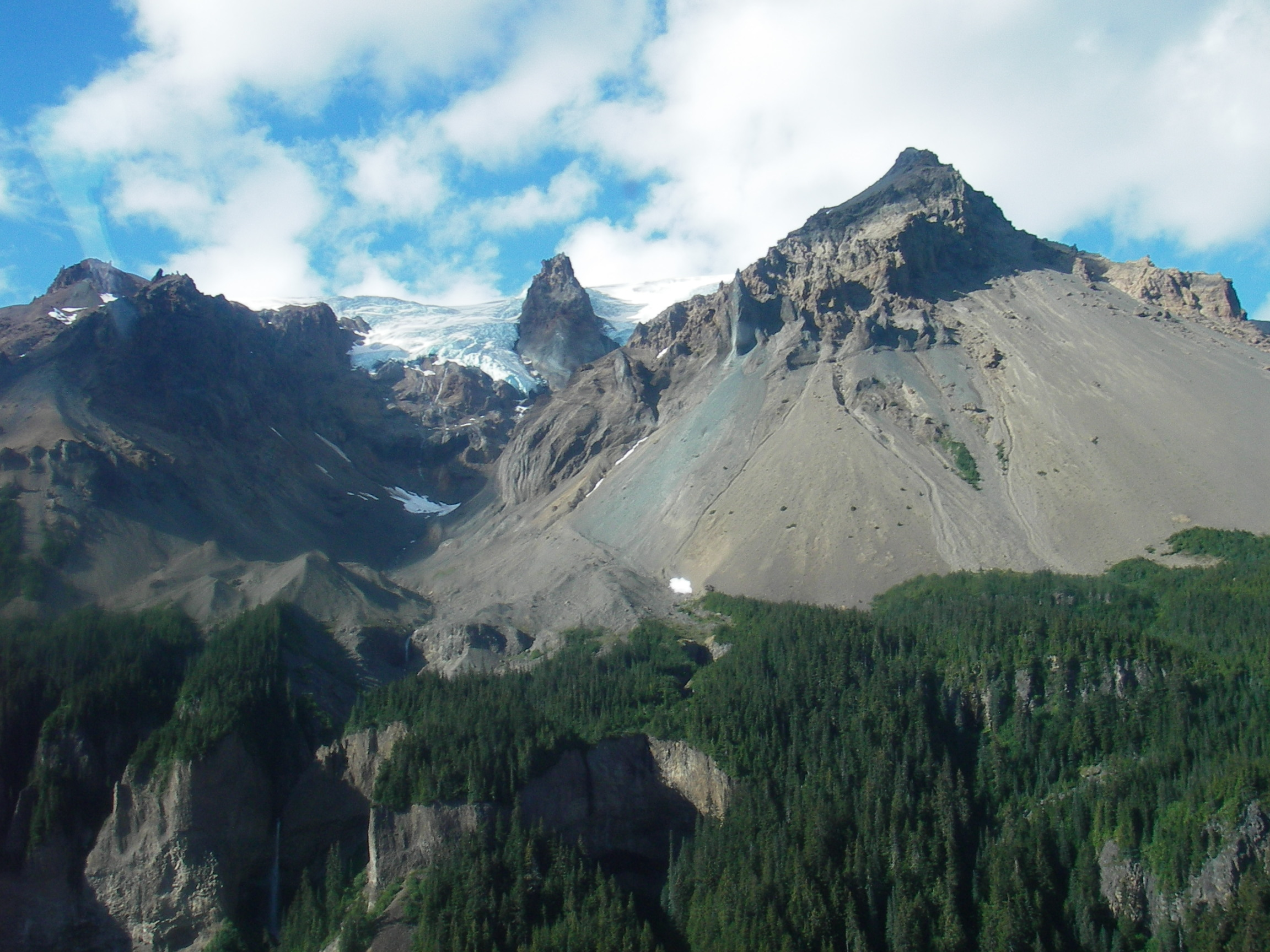
Vue sur la calotte glaciaire du sommet de Hoodoo Mountain depuis le sud.

L'exploration du filon Pickaxe par Skyline Gold a commencé en 1980 afin de définir son potentiel aurifère. Elle a été suivie par la découverte du filon Discovery en 1981, qui a conduit à d'autres forages et à la découverte d'un filon à haute teneur en or en 1982, connu sous le nom de filon 16. Des travaux d'arpentage, de forage et de creusement de tranchées ont été effectués par Skyline Gold, Placer Development et Anaconda Canada Exploration entre 1982 et 1988. La mine Johnny Mountain a commencé à produire en novembre 1988 après avoir été engagée en pré-production depuis janvier de la même année. Cette petite mine souterraine a été exploitée jusqu'en août 1990, lorsque les coûts d'exploitation élevés et la faiblesse des prix de l'or l'ont obligée à fermer. Cette fermeture a été suivie de celle de l'usine de traitement du minerai en septembre de la même année. La mine est restée fermée jusqu'en 1993, date à laquelle d'autres activités d'extraction et de broyage ont eu lieu. Un total de 196 358 tonnes de minerai a été extrait de 1988 à 1993, dont on a récupéré 1 008 109 kg de cuivre, 4 348 814 g d'argent et 2 815 393 g d'or. Une exploration minière intermittente a eu lieu à la mine Johnny Mountain depuis sa fermeture en 1993.
En 1982, Cominco a jalonné deux concessions minières sur sa propriété de Red Bluff et sur le terrain adjacent près de la jonction des rivières Craig et Iskut. Un relevé géochimique comprenant 26 échantillons de roche et 36 échantillons de sol a été réalisé par Cominco en 1985. Les travaux d'exploration de 1986 à 1987 comprenaient des relevés géochimiques du sol, des tranchées et 15 494 m de forage au diamant dans 86 trous. Le programme d'exploration souterraine de la mine Snip a débuté en mars 1988, trois niveaux ayant été établis à 180 m, 300 m et 340 m sous terre. Environ 41 000 m de forage au diamant souterrain et 4 200 m de travaux souterrains ont été réalisés entre août 1988 et octobre 1989, 63 700 m de forage au diamant en surface et sous terre ayant été achevés à la mi-1990.
La mine Snip, détenue conjointement par Cominco et Prime Resources, a commencé à produire en janvier 1991,. Une piste d'atterrissage a été utilisée en permanence pour transporter le concentré de minerai de la mine jusqu'en mai 1999, date à laquelle toutes les opérations minières ont cessé,. Pendant toute la durée de vie de la mine, la production s'est élevée à 249 276 kg de cuivre, 32 093 000 g d'or et 12 183 000 g d'argent à partir de 1,2 million de tonnes de minerai extraites. L'exploration minière a eu lieu à la mine Snip de façon intermittente depuis sa fermeture en 1999.

## Accès
Hoodoo Mountain se trouve dans une région isolée, sans accès routier établi. Le point le plus proche accessible par la route est le lac Bob Quinn, à environ 60 km au nord-est de Hoodoo Mountain, le long de la route Stewart-Cassiar. De là, la montagne peut être atteinte par un hélicoptère affrété ou par un trekking sur un relief montagneux extrêmement difficile. Il est également possible de faire atterrir des avions sur la piste de Bronson Creek, immédiatement au sud de Hoodoo Mountain. On peut enfin s'approcher de la montagne depuis la communauté alaskienne de Wrangell en remontant les rivières Stikine et Iskut en bateau.